# سمبات خاچاطریانتس
سمبات هاروتیونی (آرتمی) خاچاطریانتس (ارمنی: Սումբատ Հարությունի (Արտեմի) Խաչատուրյանց؛ زادهٔ ۷ اوت ۱۸۶۳ - درگذشته تاریخ نامعلوم) یک حقوق‌دان و سیاستمدار اهل ارمنستان که از تاریخ فوریه ۱۹۱۵ تا تاریخ دسامبر ۱۹۱۷ سمت شهردار ایروان را برعهده داشت.

## زندگی‌نامه
در ۲۰ اوت [سبک قدیمی: ۷ اوت] ۱۸۶۳ در ایروان به دنیا آمد و از انستیتو زبان‌های شرقی لازاریان و دانشگاه دولتی مسکو فارغ‌التحصیل شد.   تاریخ درگذشت وی نامعلوم است.

## یادداشت
1. ↑  Երևանի քաղաքագլուխ